# 华溪站
華溪站（：／ Hwagye yeok */?）是牛耳新設線沿線的一座地下車站，位於韓國首爾特別市江北區水逾洞。站名由來是鄰近华溪寺坐落的山谷之名，早先被稱作「花溪」、後來則被稱為「華溪」（꽃골），而此一名稱也被附近的學校、教會等單位廣泛使用。

## 車站結構
站體為2面2線側式月台的地下車站，候車月台設有月台幕門，並有2處出口。

### 月台配置
| 加五里 ↑ |
| \| 上    |
| ↓ 三陽   |

| 月台 | 路線                  | 目的地                         |
| ---- | --------------------- | ------------------------------ |
| 上行 | ●首爾輕電鐵牛耳新設線 | 四一九民主墓地、北漢山牛耳方向 |
| 下行 | ●首爾輕電鐵牛耳新設線 | 誠信女子大學、普門、新設洞方向 |

## 歷史
- 2017年3月2日：华溪站车站名正式确定。[2]
- 2017年9月2日：落成啟用。

## 車站周邊
- 韓神大學（朝鲜语：한신대학교）神學院
- 华溪寺（朝鲜语：화계사）
- 华溪中學
- 水踰中學
- 首爾儒賢初等學校
- 首爾正人學校（朝鲜语：서울정인학교）
- 惠化女子高校

## 相鄰車站
牛耳新設輕電鐵
●首爾輕電鐵牛耳新設線
加五里（S113）－华溪（S114）－三陽（S115）